# エーリヒ・バイ
エーリヒ・バイ（独: Erich Bey、1898年3月23日 - 1943年12月26日）は、ドイツの海軍軍人。最終階級は海軍少将（Konteradmiral）。
イギリスとドイツの間で行なわれた最後の戦艦同士の砲撃戦である北岬沖海戦において、ドイツ海軍側の指揮官として参加。乗艦である戦艦シャルンホルストを撃沈され戦死した。

## 軍歴
ハンブルク生まれ。1916年6月13日に海軍に入り、駆逐艦に配属された。その後大戦を生き抜きワイマール共和国時代も海軍に勤務、中佐で第二次世界大戦の勃発を迎える。1939年12月7日には駆逐隊指令として、ブリテン島沿岸に機雷敷設のため駆逐艦ハンス・ロディに乗艦し僚艦エーリヒ・ギーゼと出撃、さらに遭遇した英J級駆逐艦を大破させた。
1940年4月9日に開始された北欧侵攻には、駆逐艦隊司令官（Führer der Zerstörer）のフリードリッヒ・ボンテ（de:Friedrich Bonte）代将の麾下、第4駆逐隊司令として参加し、ナルヴィク占領の任を帯びたエデュアルト・ディートル少将の山岳部隊を輸送した。4月10日の（第1次ナルヴィク海戦、4月13日の第2次ナルヴィク海戦）において戦艦ウォースパイトを含む優勢なイギリス海軍と戦った。
指揮していた駆逐艦8隻を全て失ったものの、この戦いを生き残ったバイは、5月9日に騎士鉄十字章を授与され、5月10日に大佐に進級し、4月10日の第1次ナルヴィク海戦で戦死したボンテ代将の後任として駆逐艦隊司令官に就任した。
その後、1942年2月のツェルベルス作戦では駆逐艦隊を率い、シャルンホルスト、グナイゼナウ、プリンツ・オイゲンからなる主力艦隊を護衛した。
1943年3月に少将に進級。11月には病気療養に入ったオスカー・クメッツ上級大将に代わって、シャルンホルストを旗艦としたノルウェー方面の水上艦隊を指揮することになる。12月25日、バイはムルマンスクへ向かう連合軍のJW-55B船団を攻撃すべくシャルンホルストと駆逐艦Z29、Z30、Z33、Z34、Z38からなる艦隊を率いてノルウェーのアルタフィヨルドから出撃した。途中駆逐艦を散開させたのち、シャルンホルスト単艦で索敵中、戦艦デューク・オブ・ヨークを基幹とする圧倒的なイギリス艦隊に捕捉され、海戦に突入した。
シャルンホルストは撃沈され（乗組員1968名のうち、36名のみがイギリス海軍に救助され捕虜となった）、バイは戦死と認定された。なお、英駆逐艦スコーピオン(en:HMS Scorpion (D64))が「シャルンホルストの艦長と司令官バイが重傷を負って浮いているのを発見したが、救助する間もなく沈んだ」と報告している。
この時対戦したイギリス海軍のブルース・フレーザー大将はバイの優れた見識と勇敢さに感銘を受けていた。12月26日夕方、フレーザーはデューク・オブ・ヨークの中で将校たちに次のように訓示した。